# Hispano-Suiza
Hispano-Suiza (Português: Hispânica-Suíça) é uma empresa espanhola automotiva. Em 1923, sua subsidiária francesa tornou-se em uma parceira semi-autônoma com a empresa espanhola. Após a Segunda Guerra Mundial, a subsidiária francesa tornou-se uma fabricante de componentes e motores aeronáuticos. A Hispano-Suiza é conhecida por seus automóveis de luxo e motores aeronáuticos de antes da Segunda Guerra Mundial. Em 1946, a empresa espanhola venderia todos os seus ativos automobilísticos para a ENASA. Em 1968, o braço francês foi adquirido pela empresa aeroespacial Snecma, agora parte da francesa Safran e do Peralada Group.

## História

### Primeiros anos
Em 1898 um capitão de artilharia espanhol, Emilio de la Cuadra, iniciou a produção de automóveis em Barcelona com o nome La Cuadra. Em Paris, De la Cuadra conheceu o engenheiro suíço Marc Birkigt e o contratou para trabalhar em sua empresa na Espanha. Em conjunto, construíram dois modelos a gasolina, um com um motor de único cilindro com 4,5 hp e outro com motor de dois cilindros e 5 hp. Em 1900, estes dois motores foram os primeiros projetados e construídos na Espanha por La Cuadra a partir de um projeto de Birkigt. Estes carros tinham quatro rodas, com dois mecanismos direcionais para a embreagem, caixa de transmissão com 3 velocidades e suspensão de arcos. Dois veículos completos foram montados e havia outros em construção. Em algum momento durante 1902, a empresa passa a pertencer a José María Castro Fernández e tornou-se Fábrica Hispano-Suiza de Automóviles (Fábrica Hispânica-Suíça de Automóveis), mas esta faliu em dezembro de 1903.
Outra reestruturação ocorreu em 1904, criando a La Hispano-Suiza Fábrica de Automóviles, sob a direção de Castro, também em Barcelona. Quatro novos motores foram introduzidos no próximo um ano e meio; um de 3,8 L e outro de 7,4 L de quatro cilindros e um par de grandes motores com seis cilindros. Essa empresa conseguiu evitar a falência e suas principais operações permaneceram em Barcelona até 1946, onde carros, caminhões, ônibus, motores aeronáuticos e armas foram produzidos. Outras fábricas na Espanha foram sediadas em Ripoll, Sevilha e Guadalajara.
Em 1910, Jean Chassagne competiu em conjunto com a Hispano-Suiza com os pilotos Pilleveridier e Zucarelli nas corridas Coupe des Voiturettes Boulogne e Catalan Cup, ganhando em segundo e quarto lugares respectivamente. A França estava logo provando ser o maior mercado para os carros de luxo da Hispano-Suiza, maior inclusive que a própria Espanha. Em 1911, uma fábrica de montagem chamada Hispano France iniciou as operações em Paris no subúrbio de Levallois-Perret. A produção foi movida para fábricas maiores em Bois-Colombes, sob o nome de Hispano-Suiza em 1914 e logo tornou-se a principal fábrica para produção de seus maiores e mais caros modelos.

### Primeira Guerra Mundial

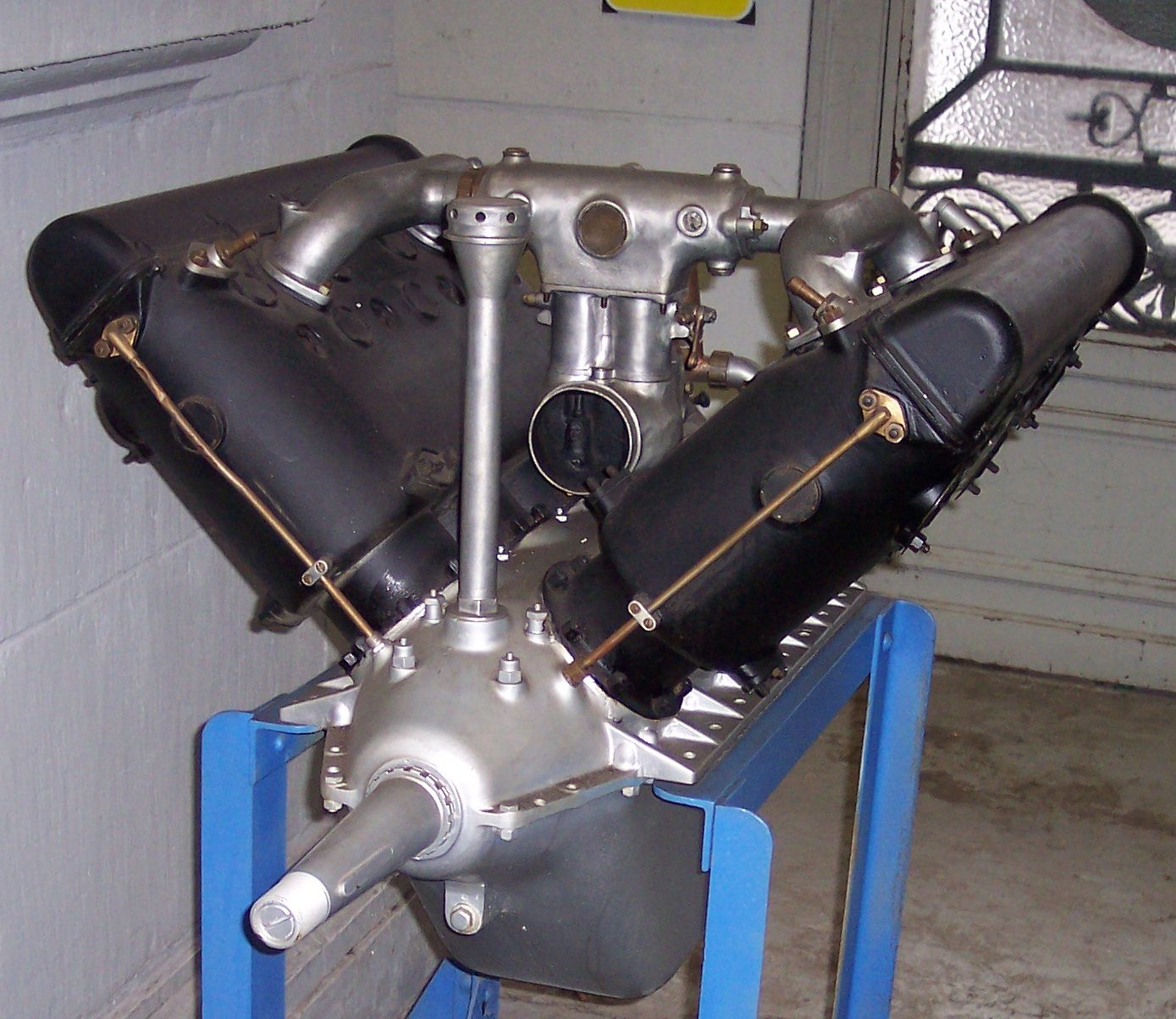
Um motor aeronáutico Hispano-Suiza HS.8A SOHC da Primeira Guerra Mundial preservado em um museu

Com o início da Primeira Guerra Mundial, a Hispano-Suiza começou a produzir motores aeronáuticos sob a direção de Marc Birkigt. Seu engenheiro-chefe durante esse período foi outro suíço, Louis Massuger. Tradicionalmente, os motores eram fabricados ao usinar cilindros de aço separadamente e então prendendo-os diretamente no bloco do motor. A solução de Birkigt foi tornar o bloco do motor formado de uma única peça de alumínio, no qual as camisas do pistão eram colocadas. Fabricar o motor dessa forma simplificou a construção e resultou em um motor leve, mas ainda mais forte e durável. Então, o novo método de Birkgit criou o primeiro prático e atualmente conhecido como motor "cast block". Seu bloco de alumínio no tipo V8 também incorporou Árvore de Cames à cabeça, caixa de redução para a hélice e outras características que não apareceriam nos motores de seus competidores até o final da década de 1920. Outra característica importante de projeto, na linha do HS.8B foi o uso de um eixo de hélice oco em ambas as versões com caixa de redução 8B e 8C, que permitiam o disparo de um canhão de 37 mm através do eixo, evitando a necessidade de um mecanismo sincronizador, uma característica utilizada nos futuros motores militares da Hispano-Suiza. Seus motores aeronáuticos, produzidos em suas próprias fábricas e sob licença, tornaram-se um dos motores mais usados pelas Forças Aéreas da França e da Grã-Bretanha, motorizando mais da metade das aeronaves dos caças dessa aliança.

### 1918–1936

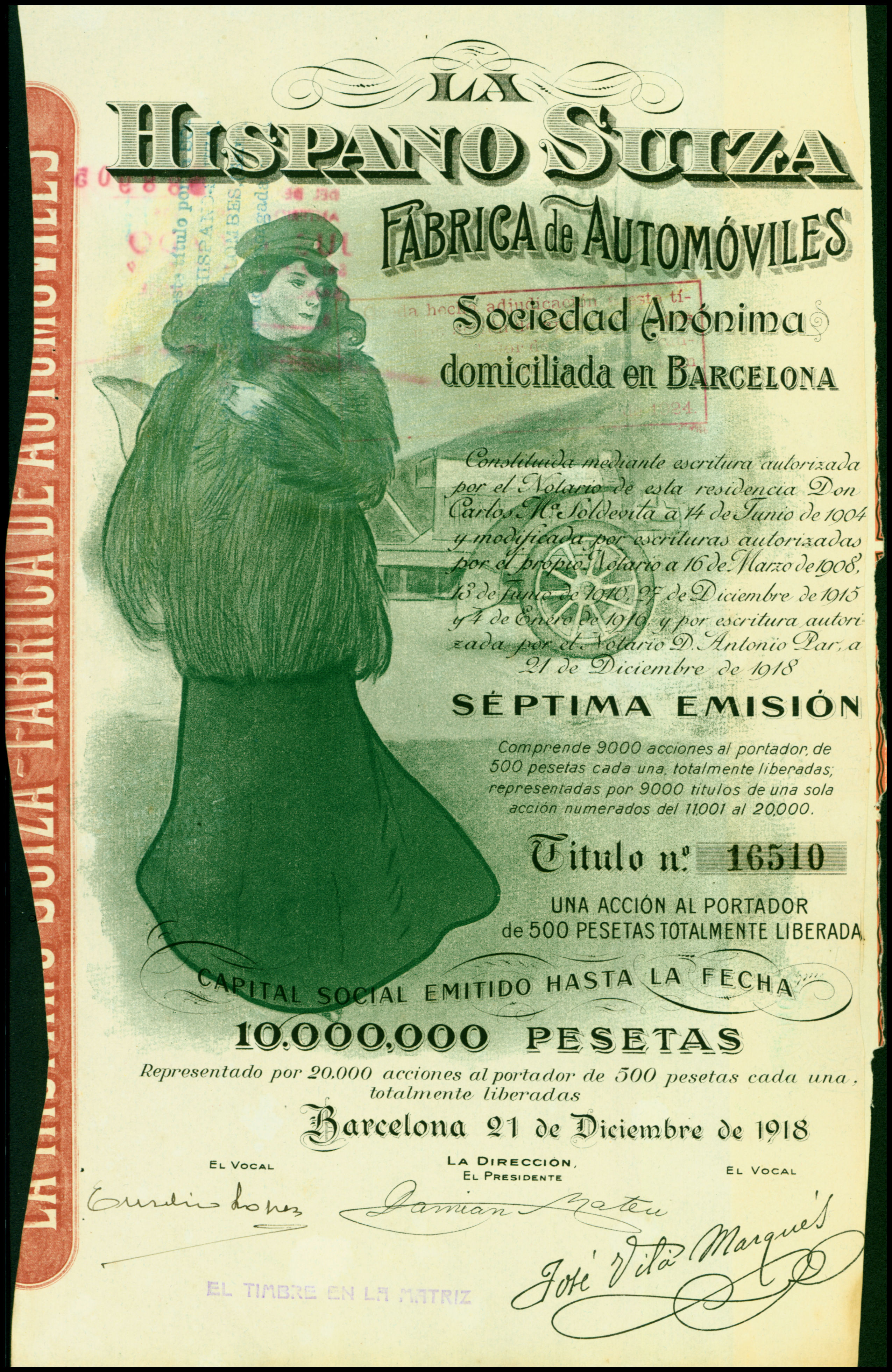
Ação da Hispano-Suiza Fabrica de Automoviles SA, emitida em 21 de dezembro de 1918

Após a Primeira Guerra Mundial, a Hispano-Suiza voltou à fabricação de veículos e em 1919 introduziram o Hispano-Suiza H6. O H6 vinha equipado com um motor de seis cilindros em linha OHC, baseado nas características de seus motores aeronáuticos V8 de alumínio da Primeira Guerra Mundial, enquanto que a carroceria era produzida por fabricantes famosos, tais como Hibbard & Darrin e D'Ieteren.
As licenças para as Patentes da Hispano-Suiza estavam em muita demanda por fabricantes conhecidos mundo afora. A Rolls-Royce utilizou algumas das patentes. Por exemplo, por muitos anos a Rolls Royce instalou freios projetados pela Hispano-Suiza em seus veículos.
Em 1923, o braço francês da Hispano-Suiza foi incorporado e tornou-se a Société Française Hispano-Suiza, com a empresa espanhola mantendo controle sobre 71% de seu capital. A subsidiária francesa teve, entretanto, uma grande independência financeira e liberdade para projetar e produzir em contato mais próximo com seus principais mercados, com a direção geral ainda em Barcelona. Essa configuração aumentou a importância da fábrica Bois-Colombes próxima a Paris, como a fábrica de carros de luxo da Hispano-Suiza, enquanto na Espanha a fábrica permanecia produzindo carros luxuosos, a maior parte de modelos menores e mais baratos, passando a aumentar a produção de ônibus, caminhões e motores aeronáuticos em várias fábricas ao redor do país.
Durante as décadas de 1920 e 1930, a Hispano-Suiza construiu uma série de carros luxuosos como motores OHC com desempenho cada vez melhor. Por outro lado, na década de 1930, os motores V12 reverteram a atuação de válvula por hastes, para reduzir o ruído do motor.

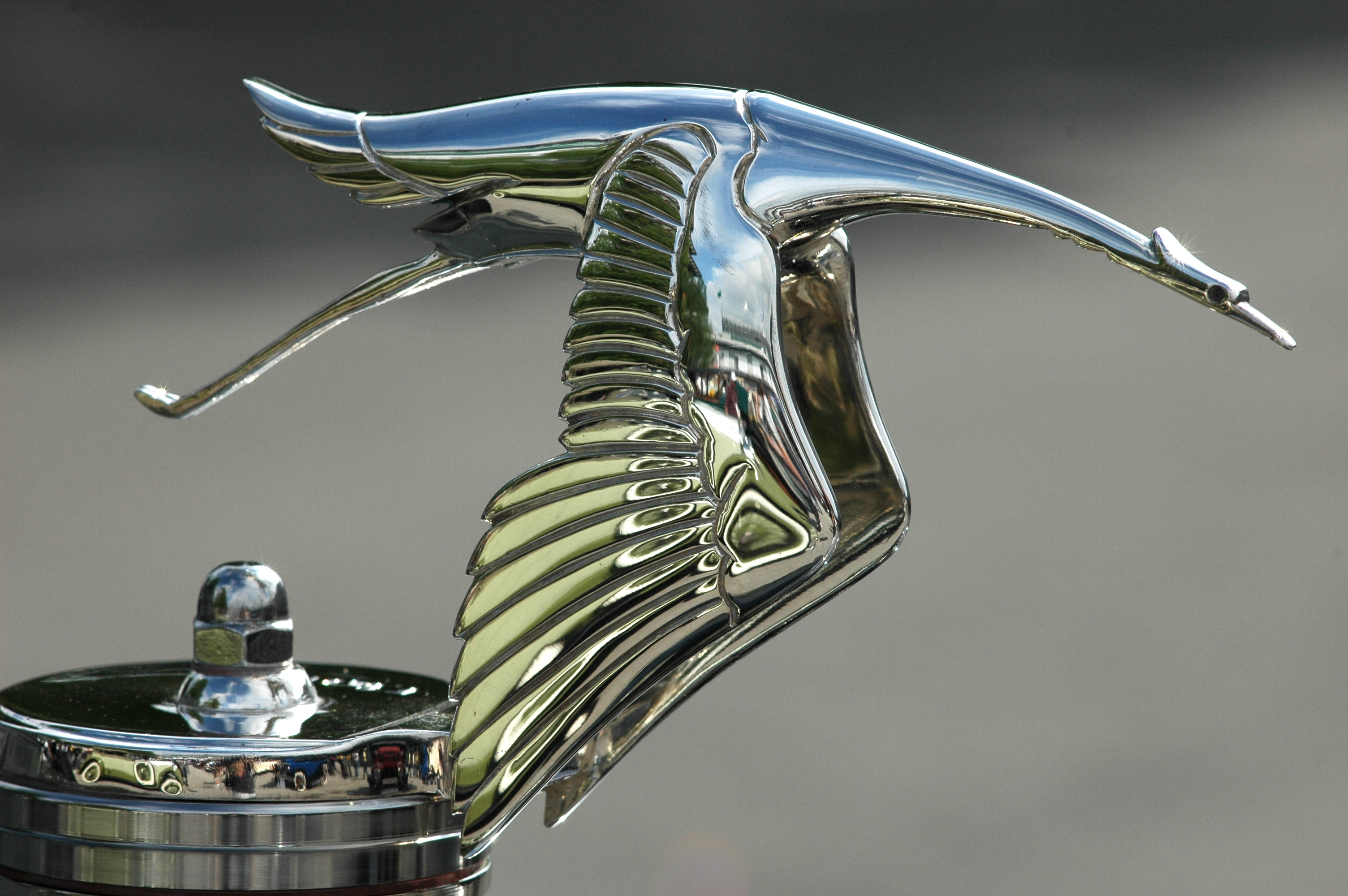
Ornamento de capô de uma cegonha da Hispano-Suiza.

A estatueta de mascote sobre o radiador após a Primeira Guerra Mundial era uma cegonha, o símbolo da província francesa de Alsácia, tirada do emblema do esquadrão pintado na lateral de um caça motorizado com um motor da Hispano-Suiza que foi voado na Primeira Guerra Mundial pelo ás francês Georges Guynemer.
O Hispano-Suiza T49 também foi projetado e fabricado pela empresa espanhola entre 1924 e 1944; era a versão espanhola do modelo francês H6B, com um motor de 6 cilindros de 8.000 cm3, 160 hp e uma velocidade máxima de 177 km/h.
Em 1925, Carlos Ballester obteve a permissão de representar a Hispano-Suiza na Argentina. O acordo consistia de uma fase em que o chassi era importado, seguido de uma produção completa na Argentina. A então Hispano Argentina Fábrica de Automóviles (HAFDASA) foi criada, para a produção de motores e automóveis da Hispano-Suiza e também a produção de peças para outros fabricantes de automóveis.

### Guerra Civil Espanhola e Segunda Guerra Mundial
Após o início da Guerra Civil Espanhola em 1936, o governo regional da Catalunha, pela Segunda República Espanhola, coletivizou o controle das fábricas espanholas da Hispano-Suiza e as colocou em estado de guerra. A empresa foi dividida em três seções:
- motores aeronáuticos e canhões
- carros e caminhões
- ferramentas e maquinários

Devido ao isolamento internacional da República Espanhola, o braço espanhol da empresa sofreu com a escassez de materiais.
Em 1937, o governo francês tomou o controle da subsidiária da Hispano-Suiza com 51 por cento do capital para provisão de material de guerra, renomeando a empresa para La Société d’exploitation des matériels Hispano-Suiza. Em 1938, a empresa francesa encerrou a produção de automóveis e concentrou-se na produção de motores aeronáuticos. Na época, a Hispano-Suiza havia acabado de introduzir uma nova série de motores V12 refrigerados à água e o Hispano-Suiza 12Y estava em grande demanda para praticamente todos os modelos de aeronaves francesas. Entretanto, sem as fábricas espanholas, a Hispano-Suiza não conseguia entregar motores rápido o suficiente para a crescente força aérea e muitos caças franceses ficaram em solo esperando motores quando a Segunda Guerra Mundial começou.
O desenvolvimento da época foi a série de um canhão automático de 20 mm, primeiramente o Hispano-Suiza HS.9, seguido pelo Hispano-Suiza HS.404. O 404 foi licenciado para produção na Grã-Bretanha e equipou praticamente todos os caças da RAF durante a guerra. A produção também ocorreu nos Estados Unidos, mas essas versões não amadureceram mesmo apesar de o USAAC e de a Marinha dos Estados Unidos querer substituir suas atuais .50 BMG. Uma arma também de sucesso, mas menos conhecida, foi a Hispano-Suiza HS.820, um projeto também de 20 mm com alto desempenho que foi usado nos Estados Unidos como M139. A variação das armas de 20 mm usadas nas aeronaves Lockheed P-38 Lightning foram produzidas pela International Harvester. Em 1970, a Hispano-Suiza vendeu sua divisão de armamento para a Oerlikon, com a HS.820 tornando-se a KAD.
Em 1940, a Hispano-Suiza, em conjunto com o banco espanhol Banco Urquijo e um grupo de empresas industriais espanholas, fundou a 'Sociedad Ibérica de Automóviles de Turismo' (S.I.A.T.). Esta ação levou a Espanha a ter a primeira indústria automotiva de produção em massa, a SEAT. Após a guerra civil, a Hispano-Suiza na Espanha estava severamente afetada pela economia devastada e os embargos impostos pelos aliados. Em 1946, vendeu seus ativos automotivos para a ENASA, uma empresa pública pertencente ao Instituto Nacional de Industria, fabricante dos caminhões Pegaso.

### 1950–atualmente

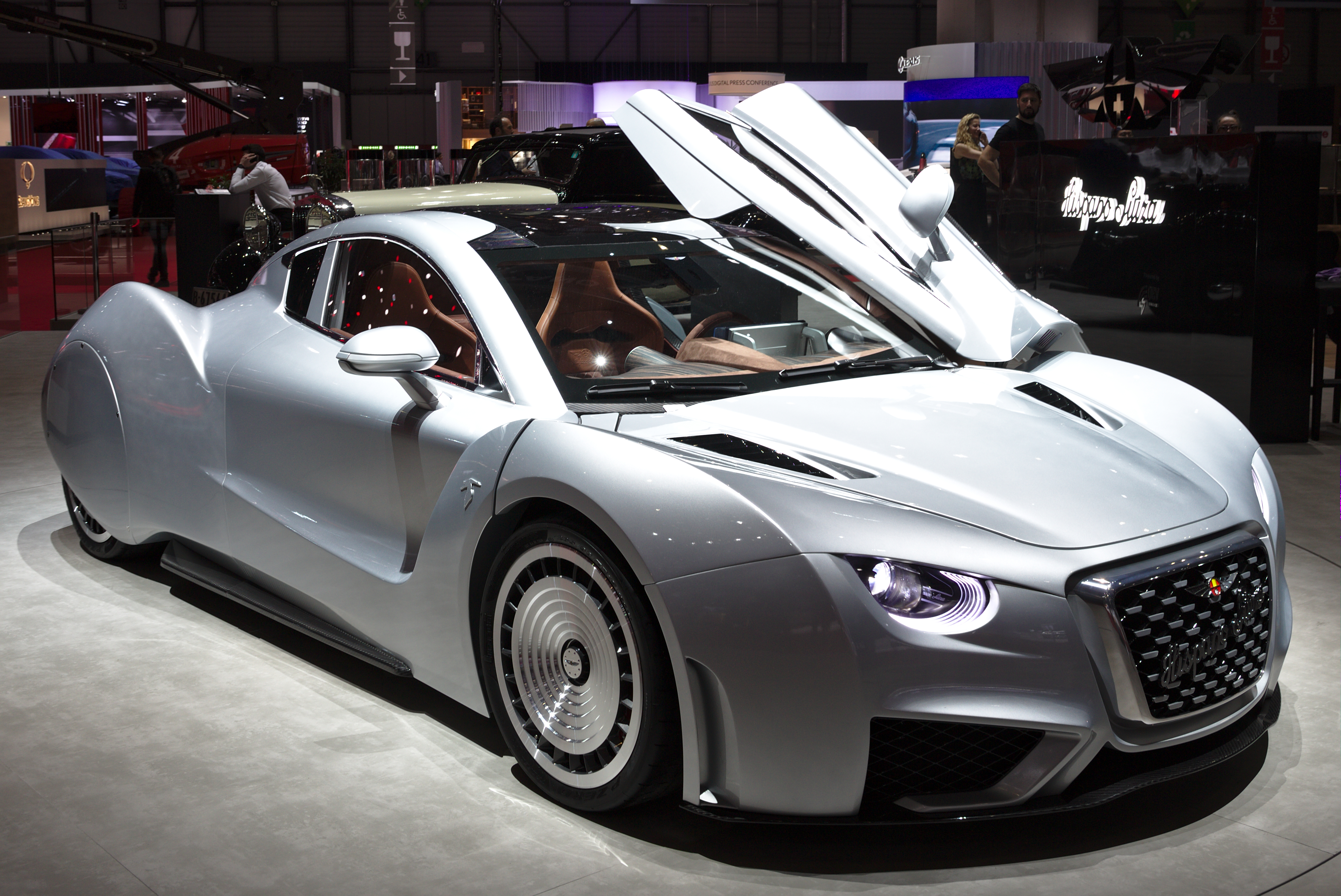
Hispano-Suiza Carmen com 1.005 HP (1.019 CV) no Salão de Genebra em 2019.

Após a Segunda Guerra Mundial, o braço francês da Hispano-Suiza continuou primariamente como uma empresa aeroespacial. Entre 1945 e 1955, estava produzindo o Rolls-Royce Nene sob licença, projetando trem de pouso em 1950 e o assento ejetor Martin-Baker em 1955. A atenção da empresa virou-se cada vez mais para a manufatura de turbinas e, em 1968, foi adquirida e tornou-se uma divisão da SNECMA. Em 1999, a Hispano-Suiza moveu suas operações de turbina para uma nova fábrica em Bezons, próximo a Paris, usando as fábricas originais para transmissões e sistemas acessórios para motores a jato. Em 2005, a SNECMA fundiu-se com a SAGEM para formar a SAFRAN.
A marca tentou reavivar-se no setor automotivo com a demonstração de um modelo no Salão de Genebra de 2010. Entretanto, a produção planejada nunca se materializou.
Em 2019 a empresa espanhola foi refundada pelos bisnetos de Damián Mateu, e nesse mesmo ano a marca apresentou seu carro esportivo elétrico 'Carmen' no Salão de Genebra de 2019.
 O atual presidente da empresa é o empresário e advogado Miguel Suqué Mateu (bisneto de Damián Mateu).

## Galeria

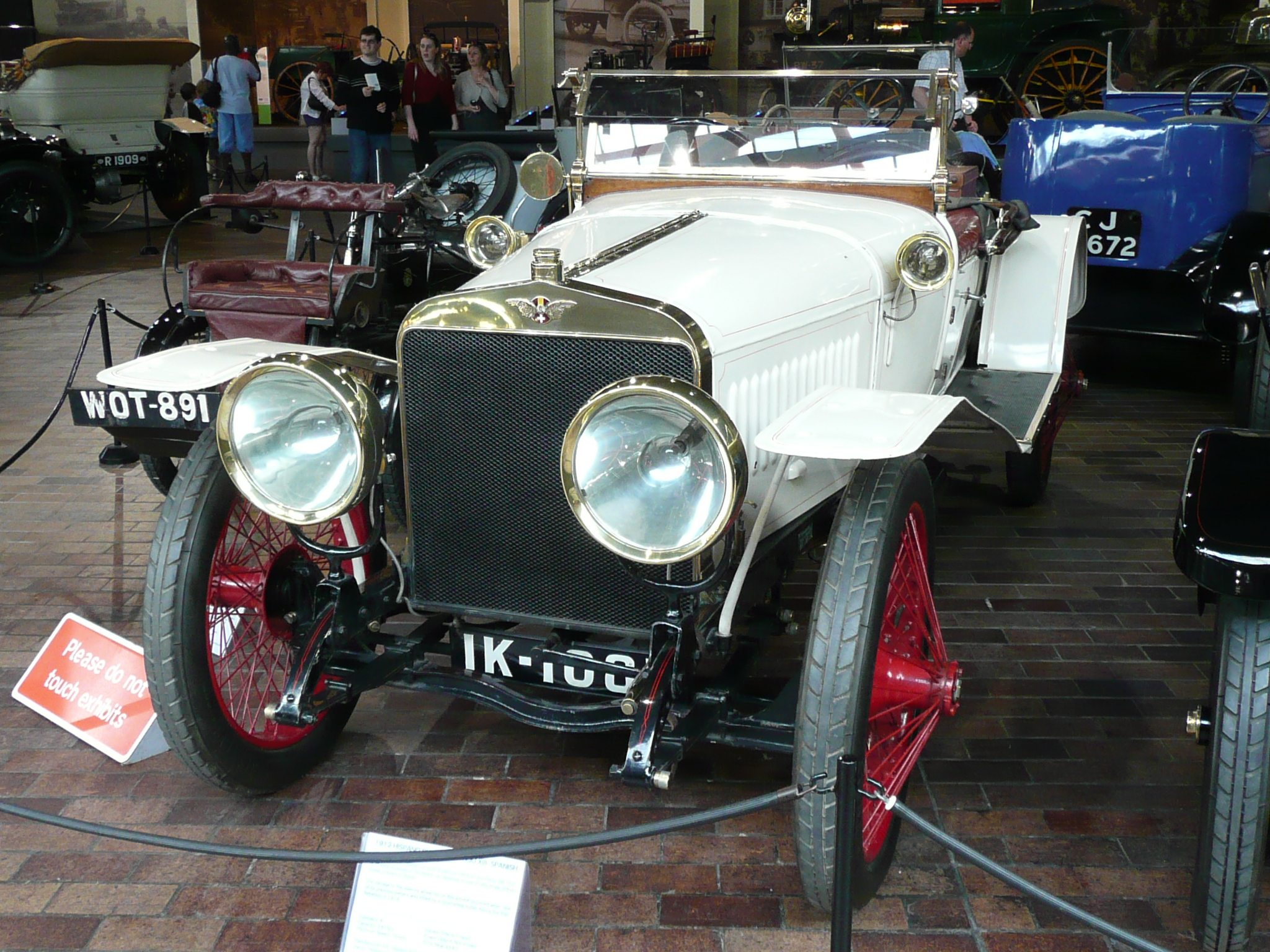
1912 Hispano-Suiza Alfonso XIII (Espanha)
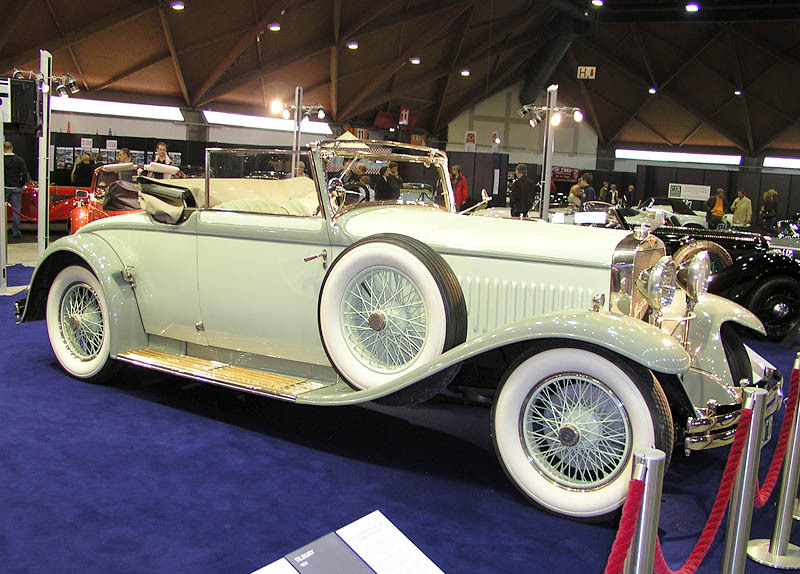
1929 Hispano-Suiza T49 (Espanha)
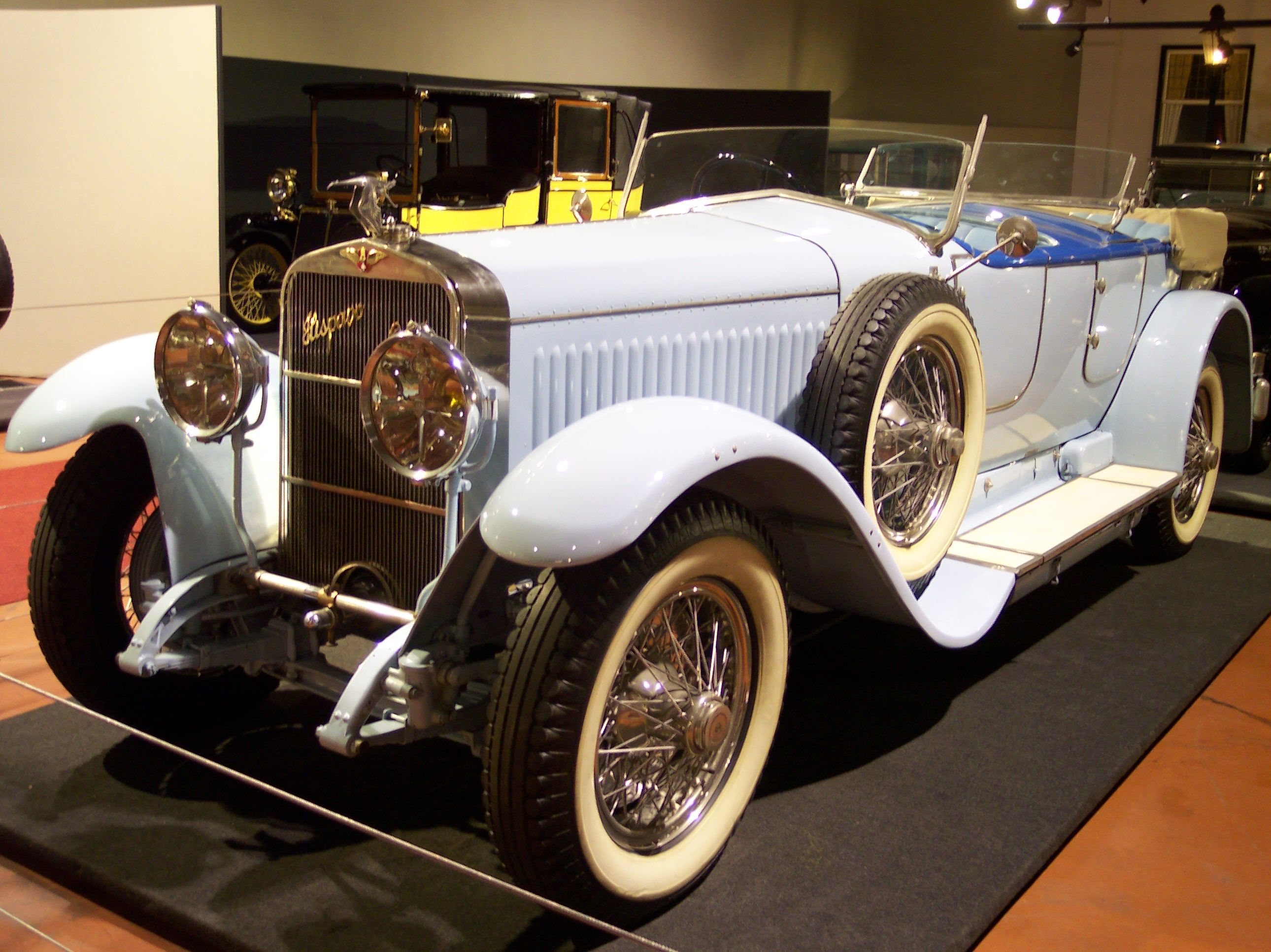
1934 Hispano-Suiza H6B Million-Guiet Dual-Cowl Phæton (França)
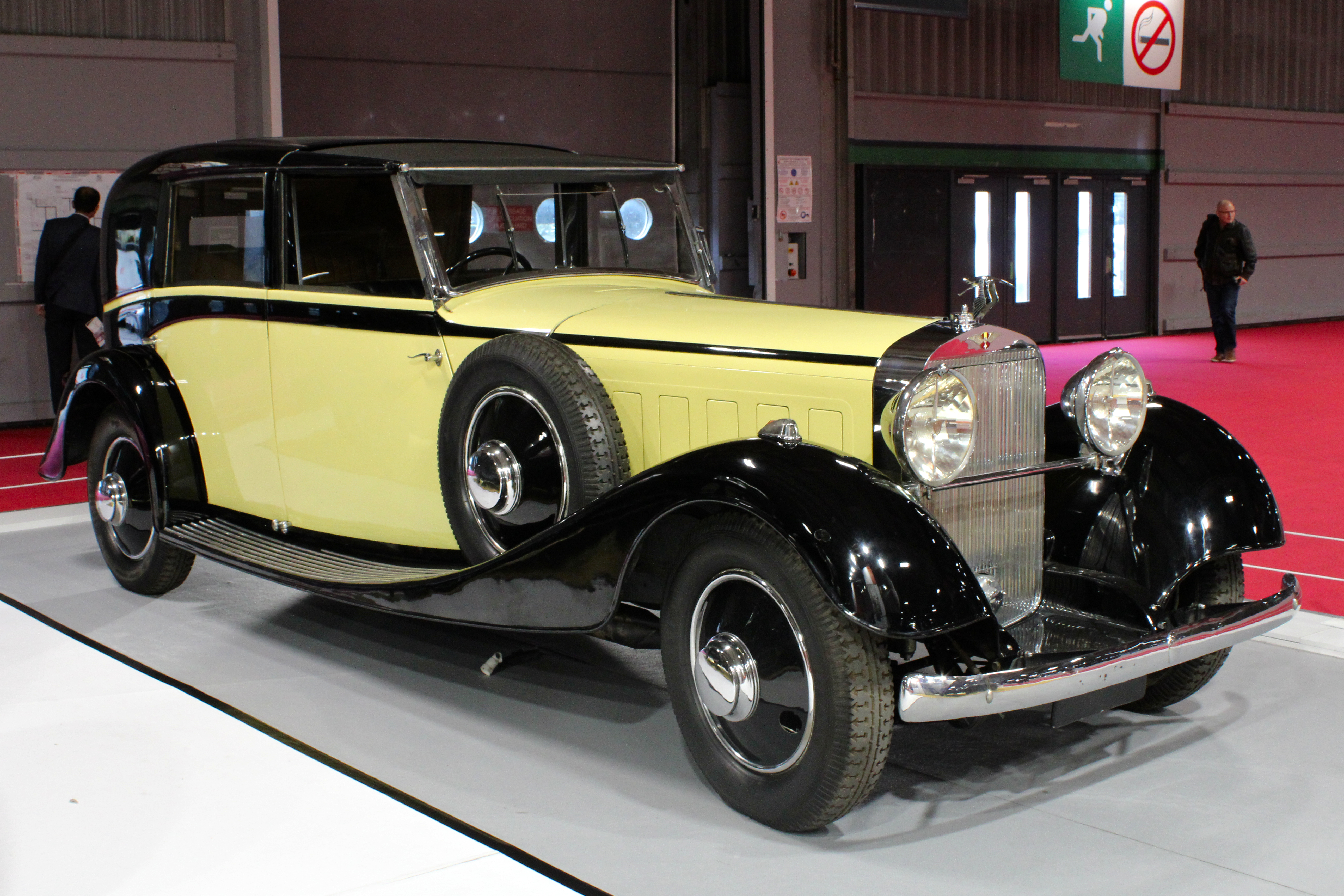
Hispano-Suiza J12 (França))
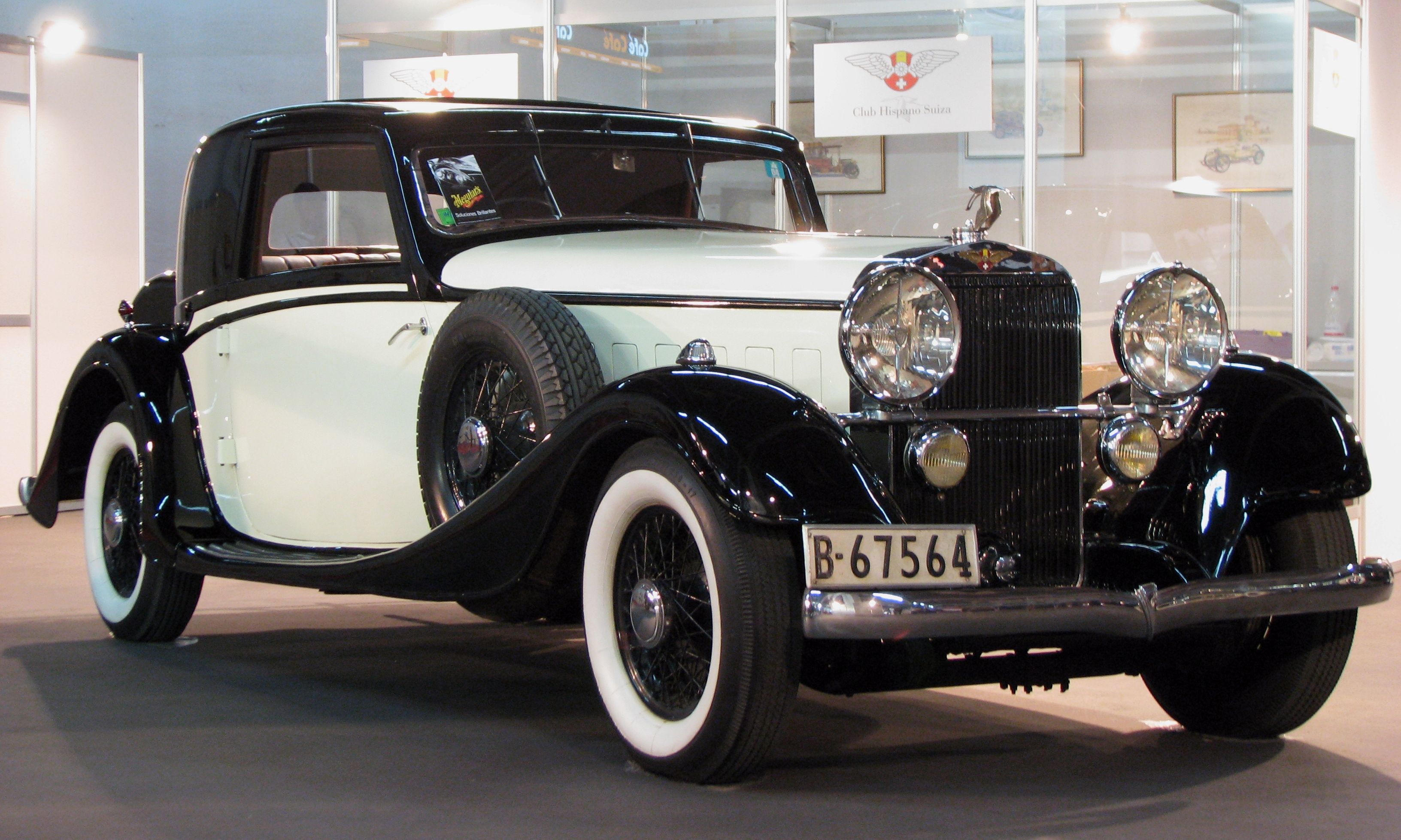
Hispano-Suiza K6 (França)
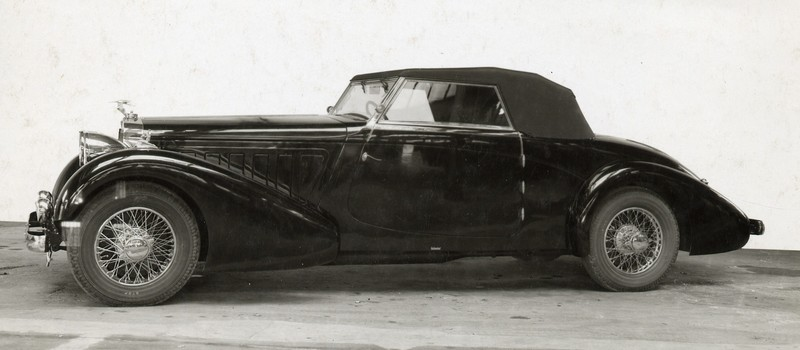
1936 Hispano-Suiza Pourtout (França)

## Veículos
| Modelo                | Ano     | N° de cilindros | Potência (PS) | Cilindrada (cc) | Freios                                                                  | Caixa de transmissão               | Velocidade máxima |
| --------------------- | ------- | --------------- | ------------- | --------------- | ----------------------------------------------------------------------- | ---------------------------------- | ----------------- |
| 10 HP                 | 1904    | 6               | 10            | ~               | ~                                                                       | ~                                  | ~                 |
| 14–16 HP              | 1904    | 6               | De 14 a 16    | ~               | ~                                                                       | ~                                  | ~                 |
| Armoured type Birkigt | 1905    | 4               | 20            | ~               | ~                                                                       | ~                                  | 87 km/h           |
| 20–30 HP              | 1906    | ~               | De 20 a 24    | ~               | ~                                                                       | ~                                  | 100 km/h          |
| 40 HP                 | 1906    | ~               | 40            | ~               | ~                                                                       | ~                                  | 100 km/h          |
| 60–75 HP              | 1907    | 6               | De 60 a 75    | ~               | ~                                                                       | ~                                  | ~                 |
| 12–15 HP              | 1907    | ~               | De 12 a 15    | ~               | ~                                                                       | ~                                  | ~                 |
| 20–30 HP              | 1908    | 4               | De 20 a 30    | ~               | ~                                                                       | ~                                  | ~                 |
| 24–30 HP              | 1908    | 4               | De 24 a 30    | ~               | ~                                                                       | ~                                  | ~                 |
| 30–40 HP              | 1908    | 4               | De 30 a 40    | ~               | ~                                                                       | ~                                  | ~                 |
| Alfonso XIII          | 1912    | 4               | 64            | 3620            | Freio a tambor nas rodas traseiras (rodas dianteiras não tinham freios) | Transmissão manual, 3 marchas e ré | 121 km/h          |
| 15–20 HP              | 1909    | 4               | De 15 a 20    | ~               | ~                                                                       | ~                                  | ~                 |
| 20–30 HP              | 1909    | 4               | De 20 a 30    | ~               | ~                                                                       | ~                                  | ~                 |
| T21                   | 1913–14 | ~               | De 15 a 30    | ~               | ~                                                                       | ~                                  | ~                 |
| T22                   | 1913–14 | ~               | De 18 a 60    | ~               | ~                                                                       | ~                                  | ~                 |
| T23                   | 1913–14 | ~               | De 30 a 90    | ~               | ~                                                                       | ~                                  | ~                 |
| T26                   | 1914–15 | ~               | 20            | ~               | ~                                                                       | ~                                  | ~                 |
| T30                   | 1915–24 | ~               | 16            | ~               | ~                                                                       | ~                                  | ~                 |
| 32 HP                 | 1916    | ~               | 32            | ~               | ~                                                                       | ~                                  | ~                 |
| H6B                   | 1919–29 | 6               | 135           | 6600            | Freio a tambor nas quatro rodas                                         | Transmissão manual, 3 marchas e ré | 137 km/h          |
| I6                    | 1924    | 6               |               | 3746            | Freio a tambor nas quatro rodas                                         | Transmissão manual, 3 marchas e ré | 145 km/h          |
| T48                   | 1924    | 4               | 90            | 2500            | ~                                                                       | ~                                  | ~                 |
| T49                   | 1924–36 | ~               | ~             | ~               | ~                                                                       | ~                                  | ~                 |
| T64                   | 1929–33 | ~               | ~             | ~               | ~                                                                       | ~                                  | ~                 |
| T60/T60 RL/T60        | 1932–43 | ~               | ~             | ~               | ~                                                                       | ~                                  | ~                 |
| H6C                   | 1924–29 | 6               | 160           | 8000            | Freio a tambor nas quatro rodas                                         | Transmissão manual, 3 marchas e ré | 177 km/h          |
| T56                   | 1928–36 | 6               | 46            | ~               | ~                                                                       | ~                                  | ~                 |
| J12                   | 1931–38 | 12              | 220           | 9500            | ~                                                                       | Transmissão manual, 3 marchas e ré | 150 km/h          |
| K6                    | 1934–37 | 6               | 120           | 5200            | Freio a tambor nas quatro rodas                                         | Transmissão manual, 3 marchas e ré | 140 km/h          |
| H6B "Xenia"           | 1938    | 6               | 160           | 7983            | Freio a tambor nas quatro rodas                                         | Transmissão manual, 4 marchas e ré | 177 km/h          |

Os modelos H6B (1919–29), H6C (1924–29), I6 (1924), Hispano-Suiza Junior ou HS26 (1931–32), J12 (1931–38) e K6 (1934–37) foram fabricados pela divisão francesa. O restante foi fabricado na Espanha.

## Aeronaves

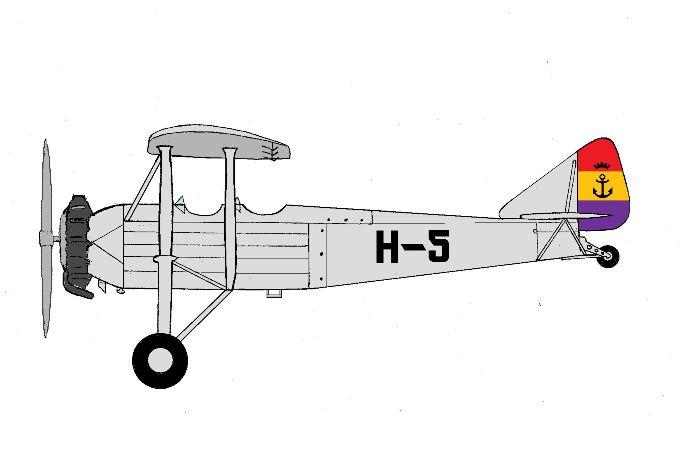
Um Hispano-Suiza E-30 da Aeronáutica Naval

- Hispano Barrón, 1919
- Hispano-Suiza E-30, 1930
- Hispano-Suiza E-34, 1935

## Motores aeronáuticos
- Hispano-Suiza 6M[13]
- Hispano-Suiza 6P[13]
- Hispano-Suiza 8A
- Hispano-Suiza 8B
- Hispano-Suiza 8E
- Hispano-Suiza 8F

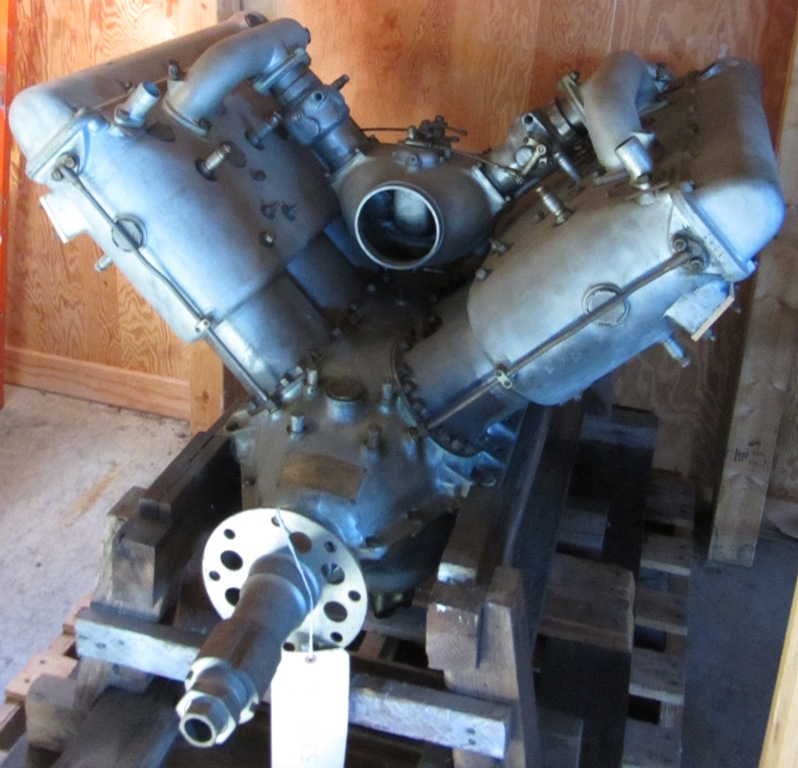
Um Wright-Hisso H de 300 hp em exibição

- Hispano-Suiza 9Q Wright R-975 Whirlwind produzido sob licença
- Hispano-Suiza 9T motor radial a diesel[13]
- Hispano-Suiza 9V Wright R-1820 Cyclone produzido sob licença
- Hispano-Suiza 12B (1945)[13]
- Hispano-Suiza 12G (W-12)[13]
- Hispano-Suiza 12H[13]
- Hispano-Suiza 12J[13]
- Hispano-Suiza 12K[13]
- Hispano-Suiza 12L[13]
- Hispano-Suiza 12M
- Hispano-Suiza 12N
- Hispano-Suiza 12X
- Hispano-Suiza 12Y
- Hispano-Suiza 12Z
- Hispano-Suiza 14AA radial
- Hispano-Suiza 14AB radial
- Hispano-Suiza 14H radial[13]
- Hispano-Suiza 18R
- Hispano-Suiza 18S[13]
- Hispano-Suiza 24Z[13]
- Hispano-Suiza 48H[13]
- Hispano-Suiza 48Z[13]
- Hispano-Suiza R.300[14]
- Hispano-Suiza R.800[14]
- Hispano-Suiza Tay
- Hispano-Suiza Verdon
- Latécoère-(Hispano-Suiza) 36Y[13]